# Медаль «40 років перемоги у Великій Вітчизняній війні 1941—1945 рр.»
Меда́ль «Со́рок ро́ків перемо́ги у Вели́кій Вітчизня́ній війні́ 1941—1945 рр.» — ювілейна медаль, державна нагорода СРСР. Введена указом Президії Верховної Ради СРСР 12 квітня 1985 року в ознаменування 40-ї річниці перемоги СРСР у Великій Вітчизняній війні. Автори медалі — художники В. О. Єрмаков та А. Г. Мирошниченко.

## Опис
Медаль «Сорок років перемоги у Великій Вітчизняній війні 1941—1945 рр.» має форму правильного круга діаметром 32 мм, виготовлена з латуні.
На лицьовому боці медалі на фоні п'ятикутної зірки, лаврових гілок і вогнів святкового салюту — зображення скульптурної групи (солдата, робітника, колгоспниці) та Спаської вежі Кремля, у верхній частині — дати «1945» і «1985».
На зворотному боці — написи «Участнику войны» або «Участнику трудового фронта», «40 лет победы в Великой Отечественной войне 1941 — 1945 гг.», серп і молот на стрічці. Усі написи та зображення на медалі — випуклі.
Медаль за допомогою вушка і кільця з'єднується з п'ятикутною колодочкою, обтягнутою шовковою муаровою стрічкою шириною 24 мм. Стрічка складається з послідовних смужок: трьох вузьких чорного та чотирьох вузьких помаранчевого кольору, а також широкої червоного кольору (завтовшки 10 мм). По краях стрічки — вузькі смужки зеленого кольору.

## Нагородження медаллю
Ювілейною медаллю «Сорок років перемоги у Великій Вітчизняній війні 1941—1945 рр.» з написом «Участнику войны» на зворотному боці нагороджувалися військовослужбовці і вільнонаймані, які у лавах Збройних сил СРСР брали участь у бойових діях на фронтах Великої Вітчизняної війни, партизани, учасники підпілля, а також інші особи, нагороджені медалями «За перемогу над Німеччиною у Великій Вітчизняній війні 1941—1945 рр.» та «За перемогу над Японією».
Медаллю з написом «Участнику трудового фронта» на зворотному боці нагороджувались працівники тилу, удостоєні медалі «За доблесну працю у Великій Вітчизняній війні 1941—1945 рр.» та іншими медалями СРСР, у тому числі:
- «За оборону Ленінграда»;
- «За оборону Одеси»;
- «За оборону Севастополя»;
- «За оборону Сталінграда»;
- «За оборону Москви»;
- «За оборону Кавказу»;
- «За оборону Києва»;
- «За оборону Радянського Заполяр'я».

Ювілейна медаль носиться на лівій стороні грудей, за наявності у нагородженого інших медалей СРСР розташовується після медалі «Тридцять років перемоги у Великій Вітчизняній війні 1941—1945 рр.»
Станом на 1 січня 1995 року медаллю «Сорок років перемоги у Великій Вітчизняній війні 1941—1945 рр.» було проведено приблизно 11 268 980 нагороджень.